# Svatý Elpideforus
Svatý Elpideforus byl perský senátor, který podporoval křesťanskou víru. Stal se jedním z pěti umučených okolo roku 350 při perzekuci perského velkokrále Šápúra II. Byl upálen zaživa.
V neznámé době byly jeho ostatky a ostatky dalších čtyř mučedníků (Acindynus, Anempodistus, Aphthonius a Pegasius) odvezeny do Konstantinopole a uloženy do jim zasvěceného chrámu.
Roku 1204 byly ostatky během 4. křížové výpravy odvezeny do Francie. Při Velké francouzské revoluci se ostatky mučedníků ztratily. Roku 1892 byly objeveny v obci Grozon.
Jeho svátek se slaví 2. listopadu.